# Großsteingrab Ferslev Marker 2
Das Großsteingrab Ferslev Marker 2 war eine megalithische Grabanlage der jungsteinzeitlichen Nordgruppe der Trichterbecherkultur im Kirchspiel Ferslev in der dänischen Kommune Frederikssund. Es wurde im späten 19. oder frühen 20. Jahrhundert zerstört.

## Lage
Das Grab lag südlich von Fagerholt auf einem Feld.

## Forschungsgeschichte
Im Jahr 1873 führten Mitarbeiter des Dänischen Nationalmuseums eine Dokumentation der Fundstelle durch. Bei einer weiteren Dokumentation im Jahr 1942 waren keine baulichen Überreste mehr auszumachen.

## Beschreibung
Die Anlage besaß eine runde Hügelschüttung unbekannter Größe. Über die Grabkammer liegen nur ungenaue Angaben vor. 1873 waren zwei große Steine zu erkennen, von denen einer als Deckstein der Kammer und der andere als innerster Deckstein des Gangs gedeutet wurde. Letzterer wies auf seiner flachen Oberseite eine unregelmäßige Reihe aus sechs oder sieben Schälchen auf. Die Länge der Kammer wurde auf höchstens 5 m geschätzt. Der genaue Grabtyp lässt sich anhand dieser Angaben nicht sicher bestimmen.